# Lill-Grundsundtjärnen
Lill-Grundsundtjärnen är en sjö i Sundsvalls kommun i Medelpad och ingår i Indalsälvens huvudavrinningsområde.